# Хогвортсово особље
Следећи измишљени ликови су чланови особља и становници Хогвортса у књигама Хари Потер од списатељице Џ. К. Роулинг.

## Особље и њихови положаји
| Лик                        | Предмет/Положај                                           | Позадина |
| -------------------------- | --------------------------------------------------------- | --- |
| Чатберт Бинс               | Историја магије                                           | Учитељ је историје магије током цијеле серије. Чатберт Бинс се издваја по томе што је једини учитељ у Хогвортсу који је дух. Каже да је једног дана заспао поред камина у зборници и умро у сну; касније, он је једноставно устао да оде да подучава свој сљедећи разред и „оставио своје тијело иза себе”. За његова предавања каже се да су ноторно досадна и наводи се да је најузбудљивија ствар која се икад десила на његовом часу његов „улазак кроз таблу”. Као дух изгледа да није свјестан своје промјене из живота у смрт. У другој књизи он је так који описује легенду о Дворани тајни, али у филмској верзији то је Макгонагал, пошто се Бинс не појављује ни у једном филму.                                        |
| Милосна Бербиџ             | Проучавање Нормалаца                                      | Учитељ проучавања Нормалаца прије Харијеве седме године; не појављује до Реликвија смрти (јер Хари није имао потребе да узима часове). С обзиром да су подучава о Нормалцима дала општи позитивни утисак о њима, она иде толико далеко да пише уредничке похвале Нормалнцима у Дневном пророку, због чега је у сукобу са Смртождерима, чија филозофија тврди да су чистокрвни надмоћнији. Постаје затвореним Лорда Волдемора у 7. књизи; он је мучи и убија прије него што њено нахрани Нагинија. Лик (којег игра Керолин Пиклс) јавља се накратко у филму Реликвије Смрти: Први дио. |
| Алекто и Амикус Кероу      | Проучање Нормалаца / Замјеник директора / Мрачне вјештине | Кероуви су Смртождери, постављени на дужност замјеника директора Хогворста како би држи контролу над школом, одрже владавину страха и преузму одговорност за кажњава за вријеме Снејповог директорства у Реликвијама смрти. Алекто Кероу преузео је проучавање Нормалаца, сада обавезног курса; међутим, умјесто да подстиче разумијевање Нормалаца, он је предавала да Нормалци нису ништа бољи од животиња. Амикус Кероус је предавао одбрану од мрачних вјештина; међутим, напомиње се да није било одбране јер су име предмета промјенили у мрачне вјештине, тако да је Амикус подучавао ученике Неопростивим клетвама и отворено их охрабривао да их практикују на својим колегама којима су ти часовима била одређена казна. |
| Албус Дамблдор             | Преображавање / замјеник директора / директор             | Директор Хогвортса неколико десетљећа прије Харијевог рођења све до Харијеве шесте године на Хогвортсу, када је Дамблдора убио Снејп на његов захтјев. Дамблдор је раније предавао преображавање током времена Тома Ридла (Лорд Волдемор) у Хогворсту и био је шеф Грифиндорског дома и замјеник директора. Дамблдор је такође и оснивач Реда феникса. Добитник је више титула, од којих је већину одузео министар магије Корнелијус Фуџ након што је Дамблдора оптужио за завјеру да преузме министарство. |
| Аргус Филч                 | Домар                                                     | Поруга домар Хогворста током цијелог серијала. Посједује мачку Госпођу Норис. Он мрзи све студенте и огорчен је због тога што нема никакве магичне способности. |
| Фирензи                    | Прорицање                                                 | Кентаур, претходно је живио са својим крдом у Мрачној шуми. У Реду феникса, након што је Долорес Амбриџ отпустила Сибил Трилејни, Дамбдор га је запослио како би предавао прорицање умјесто ње. Остали кентаури су ово сматрали нечасним дјелом и протјерали су га из крда. У Полукрвном Принцу, Трилејни је поново предавала прорицање, али због Фирензијевог проблема са крдом, Дамблдор је одлучио да обоје предају прорицање истовремено до Фирензијевом повратка у Шуму након битке за Хогвортс. |
| Филијус Флитвик            | Чини                                                      | Учитељ чини и старјешина дома Ровенкло током цијелог серијала. Он је такође исказао жељу да постане директор школског хора у филмској адаптацији Затвореника из Азкабана и Реда феникса. |
| Вилхемина Трули-Даска      | Брига о магијским створењима                              | Замјеник учитеља бриге о магијским створењима. Јавља се први пут у Ватреном пехару, преузимајући часове када је Хагрид спријечен да предаје, и мијења га поново у Реду феникса, када Хагрид одлази на мисију за Ред феникса. Одређени број ученика на Харијевој години више воли Трули-Даску, која је за разлику од Хагрида, жели да их научи о створењима која немају отровне очњаке или смртоносне канџе. Упркос Харијевом почетном неповјерењу у њене способности у односу на Хагрида, она је компетентна учитељица — препознајући узрок Хедвигових повреда и лијечи га уз мале потешкоће. |
| Рубеус Хагрид              | Брига о магијским створењима / Чувај имања                | Полудив ловочувар, чувар кључева и имања, и од Харијеве треће године на Хогвортсу, учитељ бриге о магијским створењима. Има навику да ученици представља опасно створења, које он сматра безопасним. |
| Мадам Бућкуриш             | Летење                                                    | Квидич студија током цијелог серијала и инструктор летење за ученике прве године. Имала је кратку сиједу косу и жуте очи као јастребове, које је обично крила иза наочара. Позвана заједно са професором Флитвиком да испита Харијеву Фајерболт метлу на црну магију. |
| Силванус Горилонче         | Брига о магијским створењима                              | Учитељ бриге о магијским створењима још од времена када је Арманда Дипета (Дамблдоров претходник) био директор. У пензију одлази како би „провео више времена са својим преосталим удовима” и на његово мјесто долази Хагрид у Затворенику из Аскабана. |
| Гилдерој Локхарт           | Одбрана од мрачних вјештина                               | Учитељ одбране од мрачних вјештина у Дворани тајни (Харијева друга година на Хогвортсу). Ученице га обожавају због његовог шарма и популарности у чаробњачком свијету, али је заправо кукавица и преварант који је узимао приче од других чаробњака и онда им брисао сјећања. Губи сопствено сјећање када грешком баци чини на себе и затим га смјештају у болницу због дуготрајне његе. |
| Ремус Лупин                | Одбрана од мрачних вјештина                               | Учитељ одбране од мрачних вјештина у Затворенику из Аскабана (Харијева трећа година на Хогвортсу). Воли га већина ученика (осим оних из дома Слитерин) због тога што је највећи учитљ одбране од мрачних вјештина. Поднио је оставку исте године након што је Снејп открио да вукодлак. |
| Минерва Макгонагал         | Преображава / Замјеница директора / Директор              | Учитељ преображавања и старјешина дома Грифиндор током цијелог серијала. Замјеник директора током првих шест романа, а привремено директор када је Дамблдор суспендован у Дворани тајни. Првиремени директор након Дамблдорове смрти у Полукрвом Принцу. Постала директор у Уклетој дјеци. |
| Аластор „Лудооки” Ћудљивко | Одбрана од мрачних вјештина                               | Ћудљивко је изабран за наставника одбране од мрачних вјештина у Ватреном пехару (Харијева четврта година на Хогвортсу). Бивши аурор, надимак је добио по магичном оку које носи како би замијенио оно које је изгубио на дужности. На крају књиге, Ћудљивко је откривен као варалица, Барти Кроуч мл, кога је ухватио прави Ћудљивко дан прије рока као дио плана по коме је Харија Потера требало предати Лорду Волдемору, како би се овај вратио из мртвих. Ћудљивко се јавља у серијалу као активни члан Реда феникса, али никада као наставник. |
| Ирма Пинс                  | Библиотекарка                                             | Хогвортска библиотекарска током цијелог серијала. Описана је као „неухрањени лешинар” и веома је посесивна и заштитнички настројена према књигама у библиотеци, због чега је много пута вриштала на Рона и Харија. |
| Попи Помфри                | Болничарка                                                | Болничарка задужена за болничко крило током цијелог серијала, на тој позицији је десетљећима. Једном се наводи да је радила у болници Свети Мунго, прије него што је прешла у Хогвортс. Има репутацију строге жене, али када се суочава са Долорес Амбриџ и касније са злостављем ученика, признаје да никада није ни помислила да поднесе оставку, одбијајући да напусти ученике када има је најпотребнија. |
| Квиринус Квирел            | Проучавање Нормалаца / Одбрана од мрачних вјештина        | Наставник одбране од мрачних вјештина у Куману мудрости (Харијева прва година у Хогвортсу). Касније се испоставља да га је опсједао Волдамеро и умире на крају књиге. |
| Аурора Синистра            | Астрономија                                               | Наставник астрономије током цијелог серијала. Синистра помаже Флитвику да пренесу окамењеног Џастина Флинч-Флечлиија у болничко крилу у Дворани тајни и повремено се помиње током серијала. |
| Хорације Пужорог           | Напитци                                                   | Бивши мајстор напитака и старјешина Слитерина неколико десетљећа прије Харијевог рођења, Пужорог пристаје да се повуче из пензије и врати се на ову позицију на почетку Полукрвог Принца. Остаје на послу и након Волдеморог преузимања, али је чврсто подржава Хогвортсово особље против њега у Реликвијама смрти. |
| Северус Снејп              | Напитци / Директор / Одбрана од мрачних вјештина          | Мајстор напитака од Харијеве прве до пете године школовања, старјешина Слитерина од Харијеве прве до шесте године школовања и наставника одбране од мрачних вјештина у Полукрвом Принцу (Харијева шеста година на Хогвортсу). Снејп постаје директор Хогвортса у Реликвијама смрти, на ту дужност га поставља министар магије Пије Глупсије (кога је контролисао Волдемор), све док га не убија Волдемор у посљедњем поглављу романа. |
| Помона Младица             | Хербологија                                               | Наставница хербологије и старјешина Хафлпафа током цијелог серијала. Предавала је хербологију све до пензије, укључујући и битку за Хогвортс, када на њено мјесто долази Невил Лонгботом. |
| Сибил Трилејни             | Предсказивање                                             | Наставник предсказивања од 1980. године (година Харијевог рођења) до Реда феникса, када је Амбриџ отпустила. Трилејни се враћа на посао у Полукрвном Принцу и Реликвијама смрти, дијелећи позицију са Фиренцом. |
| Долорес Амбриџ             | Одбрана од мрачних вјештина / Директор                    | Наставник одбране од мрачних вјештина у Реду феникса (Харијева пета година на Хогвортсу). Именована је од стране Министарства магије како би се позабавила гласинама о Волдеморовом повратку које су се шириле из Хогвортса од прошлог љета. Амбриџ уводи ригорозну контролу, постајући Хогвортсов први и једини Велики инквизитор и накратко директор након што је Дамблдор преузео одговорност за Дамблдорову армију. |
| Септима Вектор             | Аритмантија                                               | Наставник аритманије током цијелог серијала, позната по томе што ученицима даје велику количину домаћих задатака. Спомиње се као Хермионин омиљени час, а Рон и Хари никада нису похађали те часове. |

## Важни наставници и чланови особља

### Филијус Флитвик
Професор Филијус Флитвик је измишљен лик из серије књига о Харију Потеру, британске списатељице Џ. К. Роулинг. Он је делом гоблин, а делом чаробњак. Предаје Чини у Хогвортсу. Старешина је Хогвортске куће Рејвенкло.

### Гилдерој Локхарт
Гилдерој Локхарт је измишљен лик из серије књига о Харију Потеру, британске књижевнице Џ. К. Роулинг. Предавао је Одбрану од мрачних вештина током Харијеве друге године у Хогвортсу. Стекао је обожаваоце и славу тако што је дела других, узимао као своја. Веома је нарцисоидан и опседнут је самим собом. Петоструки је добитник награде за најлепши осмех, "Вештичјег недељника". Слабо се користио чаролијама. Једино је му је добро ишла чин за брисање памћења. Када је покушао обрисати памћење Харију и Рону, због употребе оштећеног штапића, обрисао је памћење себи. Завршио је у Сент Мунговој болници за магијске болести и повреде.

### Минерва Мек Гонагал
Минерва Мек Гонагал (енгл. Minerva McGonagall) је измишљен лик из серије књига о Харију Потеру, британске списатељице Џоан К. Роулинг. Минерва Мек Гонагал је професорка преображавања и заменик директора на Хогвортсу, школи за чаробњаке. Она је старешина хогвортске куће Грифиндор.
Минерва је рођена 4. октобра 1935. године. Похађала је Хогвортс (школу за чаробњаке и вештице) од 1947. до 1954. године и припадала је кући Грифиндор. После школовања, радила је две године у Министарству магије а после тога запослила се у Хогвортс где је радила као наставница и предавала „преображавање”. Била је члан првог и другог Реда Феникса. Била је одана Албусу Дамблдору, Дамблдоровој армији, Реду Феникса.

### Квиринус Квирел
Квиринус Квирел (26. септембар 1970 — 4. јун 1992) је измишљен лик из серије књига о Харију Потеру, британске списатељице Џ. К. Роулинг. Он је био полукрван и похађао је Хогворс на ком су га разврстали у Ревенкло. У почетку, на Хогвортсу је предавао проучавање нормалаца, али је касније изабран за наставника одбране од мрачних вештина током школске године 1991−1992. Пре него што је кренуо да предаје одбрану од мрачних вештина, Квирел је кренуо у свет да нађе Волдемора како би га докрајчио. Међутим када је Волдемор чуо да он предаје на Хогвортсу, заузео је Квирелово тело иако је био слаб. Преминуо је у узалудном покушају убиства Харија Потера.
Квиринус Квирел је рођен 26. септембра 1970. године у Великој Британији као син једног чаробног родитеља и једног нормалца. Похађао је Хогвортс на ком је био Разврстан у Ревенкло. Претпоставља се да је свој штапић купио код Оливандера када је имао 11 година. Као дете, Квиринус је био веома надарен и деликатан, али и задиркиван због своје плашљивости током свог похађања Хогвортса. Осећајући се неадекватним и желећи да се докаже, развио је (у почетку теоретски) интерес за мрачну уметност. Осећање безначајности и безвредности које је ово насиље подстицало огорчило је дечака, стварајући латентну жељу да натера остале да га примете. Врло је могуће да је имао високе оцене на О.Ч.Н. и О.И.Ч.Т. тестовима, поготово из проучавања нормалаца и одбране од мрачних вештина, јер је касније предавао оба предмета на Хогвортсу.
Пошто је неко време предавао проучавање нормалаца, узео је једногодишњи одмор 1990. године како би стекао искуство, иако је у стварности направио велики обилазак око света како би пронашао све што је остало од Волдемора након његовог пораза, делом из радозналости, делом из жеље да буде примећен за разлику од свог детињства. У најмању руку, Квирел је сањао да би могао бити човек који је пратио Волдемора, али у најбољем случају, могао би од Волдемора научити мрачне вештине које би му осигурале да му се нико никад више неће ругати. Његово путовање се показало успешно јер је заиста пронашао Волдемора, који га је искористио јер је сазнао да Квирел ради на Хогвортсу. Квирел је од краја свог одмора стално носио турбан на глави, тврдећи да му га је поклонио афрички принц јер се овај отарасио зомбија из његовог града. Такође се причало да је током свог одмора Квирел наишао на вампира у црној шуми и Албанији, са којим је имао доста невоља.
Квирел је своју последњу годину живота провео тражећи камен мудрости за Волдемора, користећи своју плашљивост како други хогвортски наставници и ученици не би посумњали у његове зле планове. Његов први план је испао неуспешан, јер је пробао да украде камен из Гринготса у ком је тада био сакривен, међутим то му није успело јер су раније тог дана Хари и Хагрид испразнили сеф у ком је камен до тада био смештен по наредби Албуса Дамблдора. Раније тог дана, упознао је Харија претварајући се да је у Дијагон алеји како би купио нови књигу о вампирима. Након неуспешно изведеног плана, Волдемор је почео да дели тело са Квирелом како би му даљи планови успели. Квиринус је морао целе године да носи турбан како се Волдеморово лице, које је било са друге стране Квирелове главе, не би видело.
Након овог неуспеха, вратио се на Хогвортс и почео да предаје одбрану од мрачних створења, док га је неко други заменио као наставника проучавања нормалаца. За Ноћ вештица, Квирел је пустио трола у Хогвортс како би направио диверзију док он разгледа шта све чува Камен мудрости на трећем спрату. Северус Снејп који је сумњао у Квирелове зле планове га је пратио, међутим Хагридов троглави пас Флафи га је угризао за ногу због чега је Хари посумњао на Снејпа уместо на Квирела да покушава да украде Камен мудрости.
Касније у току године, он је у квидичком мечу између Грифиндора и Слитерина по први пут покушао да убије Харија Потера. Бацао је клетву на Харијеву метлу како би га она збацила са ње, међутим Северус Снејп је бацао противклетву. Када је Хермиона Грејнџер гледала кроз публику својим двогледом како би схватила ко баца клетву на Харија, видела је Снејпа како одржава контакт очима са Харијем што је она протумачила као да баца клетву, иако је он радио супротно. Испод трибина на којима су сви седели и посматрали утакмицу, Хермиона је трчала све до Снејпа како би му запалила одори и одвратила га од бацања клетве, међутим на путу до тамо, оборила је професора Квирела што му је онемогућило да настави са бацањем чаролије на Харија. Након квидичког меча, Хари је био сведок расправи између Снејпа и Квирела у мрачној шуми, што је Хари протумачио као да је Снејп покушао да узме информације од Квирела коако би украо Камен мудрости. Како би спречили да му Квирел преда информације, Хари, Рон и Хермиона су му стално када би га срели давали моралну подршку и терали друге да се не смеју његовом муцању и плашљивости.
Током целе године, Квирелово тело је знатно ослабило због чувања две душе у њему, због чега је Квирел, како би себе и Волдемора одржао живим, почео да убија једнороге у забрањеној шуми и да пије њихову лековиту крв. Једне ноћи када је неколико ученика имало казнену наставу у шуми, Квирел је срео Харија, Драка и Фенга, и покушао да нападне Харија, али га је кентаур Фиренцо спречио у томе. Отприлике недељу дана пре Харијевих годишњих испита, Волдемор је наредио Квирелу да поново покуша да украде Камен мудрости, међутим Хари је то чуо и протумачио да му је то Снејп наредио. Једне ноћи, када је Дамблдор отишао у Лондон, Квирел и трио главних ликова су прошли кроз препреке које блокирају пут до Камена мудрости. Како би прошао поред Флафија, Квирел се отприлике месец дана раније прерушио и Хагриду поклонио јаје змаја, док је Хагрид ненамерно под утицајем алкохола одао Квирелу како да прође поред троглавог пса. Стигао је до камена, али су га до тамо пратили Хари, Рон и Хермиона, мислећи да прате Снејпа.
Квирел је успео да прође кроз свих шест одаја које су штитиле Камен мудрости, рачунајући и ону у којој је он поставио трола. Тако је стигао и до последње собе у којој се налазило огледало Ењдуж, међутим није знао шта да ради са њим, размишљајући да ли треба да га разбије или да уради нешто слично како би дошао до Камена мудрости. Хари је такође стигао до последње одаје, али је за његово запрепашћење у њој био са Квирелом уместо са Снејпом. Квирел је везао Харија, и направио пламене на вратима иза њега како не би покушао да побегне, и по Волдеморовом наређењу је натерао Харија да погледа у огледало. Хари је у њему видео свој одраз са Каменом мудрости у свом џепу, који се стварно створио у Харијевом џепу. Када га је Квирел питао шта види у њему, Хари га је излагао то је довело до тога да Квирел одмота свој турбан како би Волдемор преузео контролу над ситуацијом. Волдемор је знао да је камен код Харија, али он није хтео да му га да, због чега је Волдемор наредио Квирелу да нападне Харија и да му га узме. При додиру на Харија, Квирел је добијао огромне и болне опекотине на својој кожи због заштите коју је Харијева мајка, Лили Потер, оставила на Харију када је умрла. Хари се срушио на под од болова у свом ожиљку, али је Квирелово тело било спаљено због чега га је Волдемор напустио и оставио га да умре.

### Хорације Пужорог
Хорације Пужорог је професор напитака који предаје овај премет на Харијевој шестој и седмој години. Први пут се помиње у књизи Хари Потер и Полукрвни Принц када га Дамблдор и Хари посећују како би му Дамблдор понудио место професора напитака. Након одласка професора Снејпа, Хорације постаје главешина куће Слитерин. Његов омиљени ученик био је Хари Потер који је ту титулу добио уз помоћ књиге која је припадала полукрвном Принцу. Хорације је имао свој клуб који су ученици звали "Клуб пужића" у коме су били ученици примљени на основу њихове амбиције и памети, а понекад и због шарма или талента. Борио се у бици за Хогвортс 1998.

### Помона Младица
Професорка Помона Младица је измишљен лик из серије књига о Харију Потеру, британске списатељице Џ. К. Роулинг. Предаје Хербологију на Хогвортсу и старешина је Хогвортске куће Хафлапаф.

### Сибил Трелони
Сибил Трелони је измишљен лик из серије књига о Хари Потеру. Трилејнијева је ниска вештица са смеђом, тршавом косом и великим наочарима. Она је рођена 9. марта непознате године, као ћерка чаробњака и мајке нормалца. Било је три генерације између ње и Касандре Трилејни, славне пророчице. Нико у породици, изузев Касандре и Сибил, није поседовао унутрашње око које омогућава предсказивање. Свој штапић је добила са 11 година. Она је похађала школу за вештичарење и чаробњаштво, Хогвортс, и назвала га је својим домом. Пошто је отприлике 1973. године разврстана у Ревенкло, могуће је да је Сибил била члан клуба пужева. Велике су могућности да је Трилејнијева као свој изборни предмет у трећој години изабрала Предсказивање и постигла добре оцене за тај предмет на О.Ч.Н. и О.И.Ч.Т тестовима.
Крајем 1979. године или почетком 1980. године, Сибил која је до тада правила лажна пророчанства, договорила је састанак са Албусом Дамблдором у хогмидској крчми „Вепрова глава” у нади да ће добити посао професорке предсказивања на Хогвортсу. Дамблдор је пристао да јој пружи шансу због њеног порекла. Сибил није показала ни једну од Касандриних вештина то је разочарало Албуса, и тад је хтео да прекине састанак. Сибил је тада учтиво рекла да није способна за ту позицију. Међутим, она је упала у прави транс и направила пророчанство о Волдеморовом поразу. Сасвим случајно је тадашњи смртождер Северус Снејп причуо њено пророчанство прислушкујући са суседног стола у крчми и пренео га Волдемору. Надајући се да ће је заштитити, Дамблдор ју је унајмио.
Као професорка, Трелонијева своје часове држи у таваници на седмом спрату северне куле Хогвортса. Сибил је направила мноштво предвиђања током своје каријере на Хогвортсу. Минерва Мек Гонагал тврди да је професорка Трилејни сваке године предвидела смрт макар једном свом ученику, од којих нико није умро. Професорка Трилејни је ретко присуствовала оброцима у великој сали са остатком школе, преферирајући да остане у својој кули. Чини се да је добро упозната са остатком својих колега, међутим често се сукобљава са професорком Мек Гонагал. У једном тренутку током школске године 1991—1992, Хари, који се те године придружио школи, је покушао да отвори врата њене учионице на којим је стајао натпис „Не узнемиравај, гледам кристал”, међутим она су била закључана.
Током школске године 1993—1994, професорка Трелони је добила Харија Потера за свог ученика јер је он избрао да похађа њен предмет, јер је и његов најбољи пријатељ Рон Весли такође изабрао да присуствује часовима предсказивања. Започела је свој први час предвиђајући да ће Невил Лонгботом сломити једу њену шољицу, да ће се Лавандер Браун нешто догодити током 16. октобра и да ће их један од ученика напустити до ускрса. Током једног часа, Трилејнијева је у Харијевој шољици видела грима, знак смрти. Тимеје знатно узнемирила разред све док их професорка Мек Гонагал није смирила. Након што су се њена пророчанства (изузев оног о смрти) испунила и након што је Хермијона Грејџер дрско напустила час професорке Трилејни, близнакиње Првати и Падма Петил су заволеле професорку Трилејни и њен предмет.
Током божића, професорка је одлучила да се појави божићној вечери којој је присуствовао мали број ђака и наставника јер је већина њих отпутовало својим домовима током празника. Међутим када је видела клико особа је за столом, она је одбила да седе за сто тврдећи да ако то уради да ће она бити тринаеста, и да ће прва особа која буде устала умрети. Нестрпљива професорка Мек Гонагал је рекла да ће ризиковати, како би убедила Сибил да седне. Два сата касније, Хари и Рон су истовремено устали изазивајући Трелонијеву да се пита који је од њих двојце први устао. Током испита у трећој години за Грифиндор, док је професорка Трилејни испитивала Харија, несвесно је предвидела да ће Волдеморов слуга бити ослобођен и да ће му се вратити те ноћи. Када се за пар секунди вратила у нормално стање, није била свесна шта се управо десило. Хари је након тога испричао Дамблдору шта се десило, док је он у шали рекао да би требало да јој да повишицу јер је направила друго истинито пророчанство.
Следеће године, на Хогвортсу се одржао трочаробњачки турнир, а Хари је био један од учесника. Трелонијева је наставила да га нервира повећањем предсказивања његове смрти. Током једног њеног часа, када је Харија заболео ожиљак, професорка Трелони му је понудила помоћ рекавши да има искуства са тим стварима.
Раније у школској години 1995—1996, Долорес Амбриџ је од министарства магије добила титулу хогвортске велике инквизиторке. Једног дана се изненада појавила у Трелонијевој канцеларији за бележницом у рукама, што је Сибил схватила као лични напад што ју је узнемирило и наљутило. Амбриџова је тражила од ње да оправда своје технике предсказивања и да јој нешто прорекне. Трелонијева је испрва огорчено и надмоћно тврдила како њено унутрашње око не ради по наредби. Нимало импресионирана, Амбриџова је отишла. У паници, Сибил је покушала да убеди велику инквизиторку како види велику опасност у њеној будућности, међутим Долорес је остала непомична и даље не верујући ни реч о ономе што је Трелонијева измишљала. Међутим непознато је да ли је Сибил стварно знала шта ће се десити Амбриџовој у мрачној шуми на крају године, или су то биле чисте претпоставке. Током слободног времена, близнакиње Првати и Падма Петил су посећивале професорку Трелони.
Амбриџов је касније ставила Сибил на пробни рок, што ју је јако узнемирило и увредило. Од тада је постала неуобичајено живахна и почела је да пије огромне количине шерија за кување, који је сакрила у собу по потреби. након тога, Амбриџова је наставила да је уходи на свим њеним предавањима тражећи од ње да јој демонстрира своје вештине у гледања у шољу, куглу и лишће чаја. Велика инквизиторка је рекла да Трилејнијева није нимало напредовала, чак да не може ни да предвиди сутрашње време. Након што се Хари Потер успротивио професорки Амбриџ у часопису Ксенофила Лавгуда, указала му је подршку сузбијањем свог уобичајеног предвиђања смрти за Харија. Уместо тога је предвиђала да ће Хари дуго живети, да ће постати министар магије и да ће имати дванаесторо деце, што је чинило Амбриџову несрећном.
На крају, Трилејнијева бива отпуштена од стране Амбриџове коју је избацила из замка, уживајући у чињеници да је Трилејнијева била сва очајна. Када је Сибил требало да напусти замак, Дамблдор јој је притекао у помоћ тако што јој је дозволио да остане на Хогвортсу, јер Абриџова није имала овластице да неког избацује из замке, већ само да отпушта особље. Дамблдор је тиме заштитио Трилејнијеву од Волдемора, који би могао да је убије јер је направила пророчанство о његовом поразу. Упркос томе што се њих две међусобно не поштују, професорка Мек Гонагал ју је утешила, док су је Филијус Флитфлик и Помона Спраут водили натраг у њену кулу. Као замену за Трилејнијеву, Дамблдор је поставио кентаура Фиренца, што је јако изнервирало Амбриџову, јер је она кентауре сматрала полу-расом. Након што је Амбриџова суспендована, Сибил се вратила на место наставника преображавања, међутим пошто Дамблдор није могао да врати Фиренца у своје крдо јер би га убили, Трилејнијева и Фирензо су делили часове, што је ју је јако нервирало.
У школској години 1996—1997, Сибил је присуствовала церемонији разврставања, и седела јењ поред Рубијуса Хагрида. Те године, Трилејни је делила часове са Фирецом тако што су се поделили по разредима, док је она предеавала петом и шестом разреду. И током ове године, наставила је да пије због понижења рада са „коњем”. На божићној забави Хорација Пужорога, била је мрзовољна и пијана. провела је ноћ слушајући Луну Лавгуд како прича да је Руфус Скримџер вампир, али је за разлику од других била веома заинтересована. Средином марта, професорка Трилејни је сасвим неуспешно покушала да натера Дамблдора да отпусти Фиренце, међутим њихов састанак је прекинуо Хари који је требало да има приватни час код Дамблдора. Касније те године, Трилејнијева је покушала да уђе у собу по потреби, међутим Мелфој, Креб и Гојл су били унутра и бацили клетву на њу. Хари ју је касније пронашао на поду и одвео је до директора како би му објаснила шта се десило. На путу до тамо, Сибил је кренула да прича о свом састанку за запослење. Када је споменула да је Северус Снејп прислушкивао, Хари ју је оставио саму у ходнику и појурио ка Дамблдору како би му рекао ове информације које је он већ знао.
Током школске године 1997—1998, Волдемор је заузео Хогвортс и поставио Снејпа за директора. Алекто Кероу је убила и заменила професорку проучавања нормалаца, док је њен брат Амикус Кероу преузе предавања одбране од мрачних вештина. Сибил је вероватно као и остатак особља штитила ученике од смртождера. Њој је дозвољено да предаје на Хогвортсу јер је полукрвна. Није познато зашто Волдемор није покуао да је убије, али је могуће да је то зато што је марио да пронађе непобедиви штапић. Као и остатак Хогвортса, Сибил се борила у бици за Хогвортс. Борила се тако што је бацала кристалне кугле на главе смртождера, успешно погодивши Фенрира Сурија који је покушао да уједе Лавандер Браон. Нажалост, није успела да је спасе јер је Лавандер била већ превише угрижена. Након тога, наставила је да помоћу свог штапа контролише кугле које би падале на смртождере, покретима сличним тениским.
Трилејни је преживела други чаробњачки рат и наставила да предаје и у 2010. години, настављајући своју традицију предвиђања смрти својим ученицима. Због Фиренцовог повратка у своје крдо, Сибил је вероватно наставила да предаје сама. Такође је и написала књигу по имену „Моје очи и како их видети”.

### Аурора Синистра
Аурора Синистра је измишљен лик из серије књига о Харију Потеру, британске књижевнице Џ. К. Роулинг. Она је професорка која на Хогвортсу предаје астрономију од 1985. године. Аурора је висока вештица негроидног типа, са црном косом. Њен лик је углавном приказан са великим црно-смеђим шеширом на глави са ознакама астрономије и маслинастом одором. Професорка Синистра је присуствовала многим важним догађајима током Харијевог школовања на Хогвортсу. У школској години 1992—1993, професорка је била присутна када је откривено да је ученик Џастин Флинч-Флечли скамењен, и заједно са Филијусом Флитвиком и Попи Помфри га је одвела у болничко крило.
Она је такође 1994. године присуствовала новогодишњем балу на ком је плесала са Аластором Ћудљивком, плашећи се да не згази његову дрвену ногу. Професорка Синистра је током Харијеве пете године школовања припремила његовој генерацији мноштво домаћих задатака и вежби како би их спремила за предстојеће О.Ч.Н. испите. Могуће је да је Синистра добра пријатељица са Вилхелмином јер су у многим сценама разговарале међусобно. Није познато да ли је учествовала у бици за Хогвортс, али се зна да је наставила да предаје на Хогвортсу после другог чаробњачког рата. Такође је познато да је Аурора озбиљна жена која је често приказана као особа са мало ентузијазма и емоција. Такође је познато да има велики страх од Волдемора због чега њен баук заузима његову форму.
Пре септембра 1985. године, Аурора се кандидовала за позицију професорке Астрономије у школи чаробњаштва и вештичарења, Хогвортс, и била је прихваћена. Најчешће предаје часове у астрономској кули на Хогвортсу, која је уједно и његова највиша тачка. Она као професорка захтева од сваког ученика да купи сопствени телескоп помоћу којег посматрају звезде, планете и сателите и уче о њима. Присуствовала је свакој свечаној гозби на којима се дружила са другим наставницима као што су професор Флитвик и професорка Вилхелмина. Познато је да је ученицима у петој, шестој и седмој години задавала велики број домаћих задатака како би их спремила за О.Ч.Н. тестове.

## Хогвортски духови

### Скорообезглављени Ник
Скорообезглављени Ник (умро 31. октобра 1492) надимак је Грифиндорског кућног духа (правим именом Сер Николас де Мимси-Порпингтон) који је био осуђен на погубљење одсецањем главе, али ни након 45 удараца тупом секиром није био потпуно обезглављен. Хари Потер се спријатељио са Сер Николасом кад је присуствовао његовој прослави „смртовдана” (500. годишњица његове смрти) у једној од тамница у Хогвортсу. Његов је датум смрти темељ готово целе хронологије.
Сер Николас има веома малу улогу у Харију Потеру и Камену мудрости где је само представљен као грифиндорски дух. Међутим, у другој књизи, био је жртва базилиска којег је под утицајем Тома Ридла ослободила Џини Весли. Базилисков поглед требало би да буде смртоносан за свакога који га погледа право у очи. Док су (живи) ученици увек имали неку препреку између својих очију и базилиска, те су стога били само скамењени, Ник је базилиска погледао равно у очи. И он је био скамењен, а од смрти га је спасила само чињеница да је већ мртав.
Ник се поновно појављује у књизи Хари Потер и Ред феникса када објашњава Харију природу смрти и шта значи бити дух. Хари је у разговору с Ником тражио утеху, али његово му је објашњење уништило сваку наду да ће моћи да разговара с недавно преминулим Сиријусом Блеком. Ник му је објаснио да то неће бити могуће.
У филмским екранизацијама књига Хари Потер и Камен мудрости (2001), Хари Потер и Дворана тајни (2002) и Хари Потер и Ред феникса Сер Николаса глуми Џон Клиз.

### Крвави Барон
Крвави Барон кућни је дух Слитерина и један од духова који настањују Хогвортс. Он је једина особа осим Дамблдора која може контолисати Пивса зато што га се Пивс, из неког непознатог разлога, неописиво боји; обраћа му се с „Ваша крвавости” и „Господине Барон”.
За разлику од књига у којима је приказан као веома озбиљан и застрашујући дух, у филмској адаптацији Харија Потера и Камена мудрости Крвави Барон је приказан као веома забаван и опуштен дух.

### Дебели Фратар
Дебели Фратар је кућни дух Хафлпафа. Добра је особа која лако опрашта. Док су ученици првих разреда у Харију Потеру и Камену мудрости чекали да се Минерва Мекгонагал врати, изнад глава су им пролетели духови које је Дебели Фратар молио да допусте Пивсу долазак на гозбу добродошлице упркос његовим несланим шалама.

### Сива Дама
Сива Дама је кућни дух Ревенкла.
Нема важну улогу у романима па се стога и врло ретко појављује. Она је вероватно дух којег су Хари и Рон видели на путу до просторије у којој се налазило Огледало жудње у Харију Потеру и Камену мудрости.
У Великој Британији постоје многе приче о духовима у којима се појављује лик Сиве Даме и могуће је да је Ј. К. Роулинг управо из тих прича добила инспирацију за тај лик. Такође, могуће је да је Сива Дама названа по леди Џејн Греј за коју легенда тврди да као дух настањује Биг Бена.
У седмој књизи сазнаје се да је право име Сиве Даме Хелена Ревенкло и да је кћер Ровене Ревенкло. Хелена је украла мајчину дијадему због које ју је Крвави Барон убио.

## Оснивачи Хогвортса

### Годрик Грифиндор
Годрик Грифиндор је лик из серије романа о Харију Потеру. Грифиндор је један од оснивача Хогвортса и по њему је добило име село Годрикова долина. О Грифиндору се говорило да има следеће особине: храброст, одлучност и снагу срца изнад свих особина. И заиста се по овим особинама изабиру ученици према речима Шешира који разврстава. Он се највише залагао да школу такође похађају деца нормалаца. Његов близак пријатељ био је Салазар Слитерин, али то пријатељство се временом распало због различитих погледа о томе да ли ће се у Хогвортсу подучавати деца нормалаца или само чистокрвни.
Његове познати предмети су гоблински мач обложен рубинима и Шешир који разврстава. Ове две ствари имају једну спону, јер се говори да ће прави грифиндорац моћи да извуче Грифиндоров мач из шешира када је у невољи, па је тако Хари у другој књизи извукао мач и убио базилиска. Такође су овим мачем уништени хоркрукси (Рон је уништио Слитеринов медаљон, а Невил Нагини).

### Хелга Хафлпаф
Хелга Хафлпаф (енгл. Helga Hufflepuff) дошла је из долине и ценила је искреност, поштење и марљивост. Ученици из њене куће редовно показују барем једну од тих особина: Седрик Дигори био је један од ретких који је показивао све три особине. Једина оставштина Хелге Хафлпаф, мали златни пехар, био је у власништву Хепзибе Смит пре него што га се дочепао Лорд Волдемор. Златни пехар који је имао посебне моћи је вероватно постао хоркрукс који садржи делић Волдеморове душе.
Шешир за разврставање описује је као добру. Чини се да ученике за своју кућу није бирала посебно строго: иако се у Хари Потер и Ватрени пехар наводи да је "посебно ценила марљиве", другде се пак наводи да је "примала све преостале ученике" након што су њезини колеге одабрале ученике за своје домове.
Хафлпаф симболише црни јазавац на жутој подлози.

### Ровена Ревенкло
Ровена Ревенкло (енгл. Rowena Ravenclaw) била је вештица која је изазивала дивљење због своје креативности. (Њена ћерка Хелга Ревенкло је дух Ревенклоа)Она је вероватно осмислила покретне степенице и подове у Хогвортсу. Кућа Ревенкло посебно цени оштроумност, мудрост и интелигенцију. Била је велика пријатељица Хелге Хафлпаф.
Описана је као прелепа, што је и карактеристика припадница њене куће. Хари Потер и Перси Весли имали су љубавне везе с девојкама из Ревенклоа, а кад су девојке из Бобатонса бирале седећа места, селе су до Ревенклоа.
Њену кућу симболише бронзани соко на плавом у књизи, а у филму је сребрни соко.

### Салазар Слитерин
Салазар Слитерин (енгл. Salazar Slytherin) најиспреплетанији је члан четворо оснивача и увек се, иако је његова кућа 2. по успешности, одмах иза Грифиндора, он спомиње задњи међу члановима. То је можда зато што је напустио четворку одмах након завршетка Хогвортса. Дошао је из мочварног краја, можда зато што је био немушт, имао је способност комуницирања са змијама. Слитерин је био избирљив при пуштању ученика у своју кућу. Не само да је ценио имућност, одлучност и амбицију, до граница опакости, развио је један идеализам о томе да у његов дом могу ући само чаробњаци и вештице које су чисте крви. То је наследила породица Мелфој и Блек, па чак и његов наследник Лорд Волдемор.
Неслагање између Грифиндора и Слитерина првенствено се темељи на крвном сродству. Слитерин је хтео само чистокрвне, а Грифиндор све. На крају је отишао, но не пре него што је изградио Дворану тајни испод језера. Знајући да ће сваки његов наследник бити немушт, у Дворану је ставио базилиска надајући се да ће његов наследник "очистити" школу од "непотребних" ученика. Његов последњи наследник Том Марволо Ридл, знан као Лорд Волдемор, открио је Дворану и ослободио базилиска што је узроковало смрт једне девојчице.
Остала су само два Слитеринова поседа: прстен с црним каменом који се налази на грбу породице Певерел и медаљон са словом С (оба хоркрукси), која су оба припадала породици Гаунт, његовим задњим наследницима. Гаунтови су били поносни наслеђем и готово увек су говорили немушти језик чак и с другим особама.
Слитерин је једини члан којем је дат физички опис. По кипу у Дворани изгледао је "прастаро и мајмунолико" с танком брадицом која му се спуштала низ пелерину.
Слитеринов симбол је сребрна змија на гримизној подлози.